# Сенереуш
Сенереуш (рум. Senereuș) — село у повіті Муреш в Румунії. Входить до складу комуни Белеушері.
Село розташоване на відстані 239 км на північний захід від Бухареста, 24 км на південь від Тиргу-Муреша, 94 км на південний схід від Клуж-Напоки, 105 км на північний захід від Брашова.

## Населення
За даними перепису населення 2002 року у селі проживали 725 осіб.
Національний склад населення села:
| Національність | Кількість осіб | Відсоток |
| -------------- | -------------- | -------- |
| румуни         | 492            | 67,9%    |
| цигани         | 231            | 31,9%    |

Рідною мовою назвали:
| Мова      | Кількість осіб | Відсоток |
| --------- | -------------- | -------- |
| румунська | 498            | 68,7%    |
| циганська | 225            | 31,0%    |